# Nová Ves (Kbel)
Nová Ves je malá vesnice, část obce Kbel v okrese Plzeň-jih v Plzeňském kraji. Nachází se asi 1,5 km na východ od Kbelu. Je zde evidováno 39 adres. V roce 2011 zde trvale žilo 52 obyvatel.
Nová Ves leží v katastrálním území Kbel u Přeštic o výměře 5,5 km².

## Historie
První písemná zmínka o vesnici pochází z roku 1839. Matriky vesnice jsou vedeny od roku 1794.

## Obyvatelstvo
| Rok            | 1869 | 1880 | 1890 | 1900 | 1910 | 1921 | 1930 | 1950 | 1961 | 1970 | 1980 | 1991 | 2001 | 2011 | 2021 |
| -------------- | ---- | ---- | ---- | ---- | ---- | ---- | ---- | ---- | ---- | ---- | ---- | ---- | ---- | ---- | ---- |
| Počet obyvatel | 326  | 322  | 262  | 277  | 285  | 315  | 221  | 152  | 150  | 89   | 51   | 27   | 27   | 52   | 39   |
| Počet domů     | 43   | 50   | 51   | 45   | 44   | 44   | 43   | 48   | 48   | 29   | 22   | 34   | 33   | 34   | 35   |

## Galerie

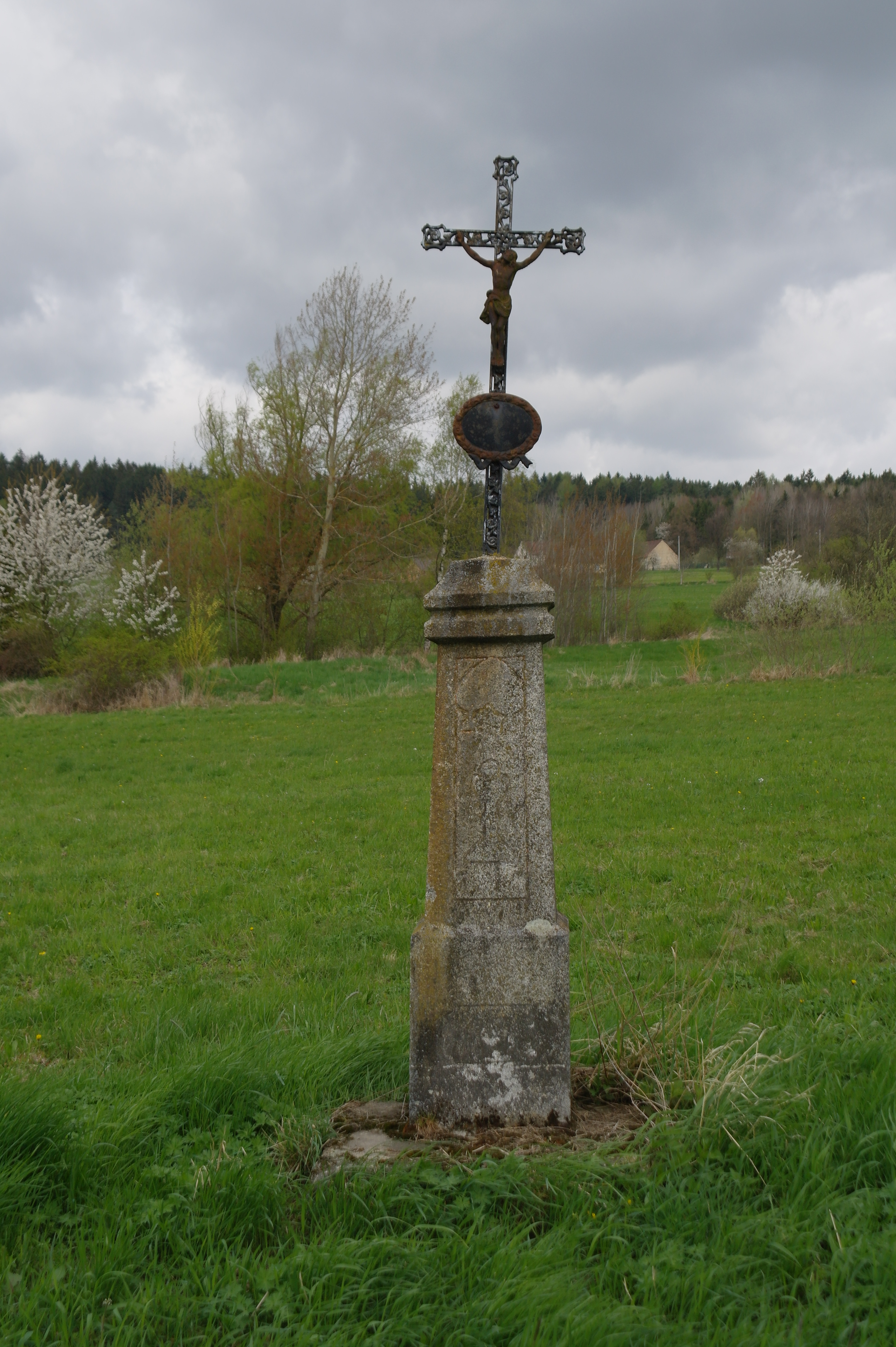
Boží muka
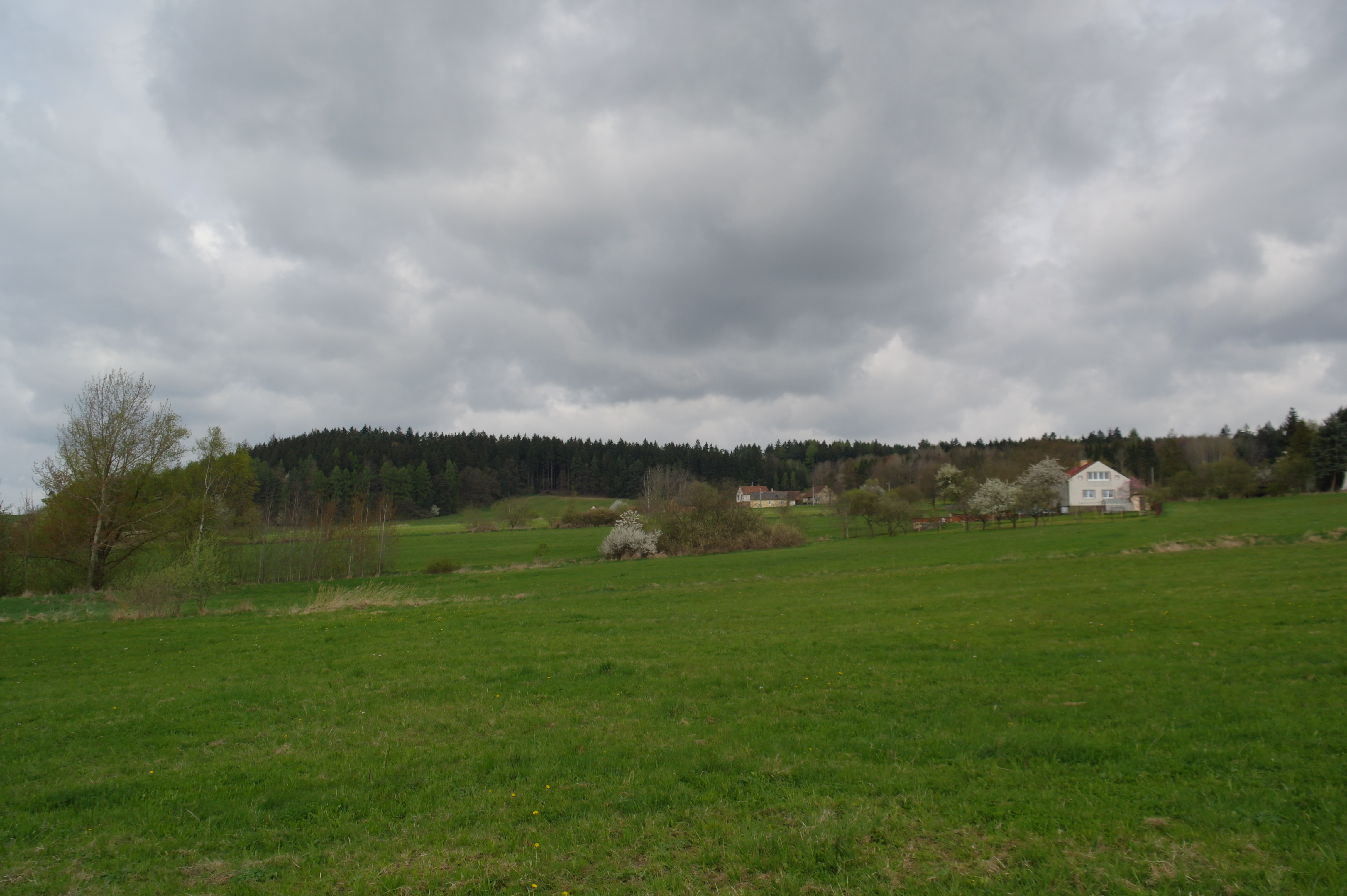
Pohled zdáli
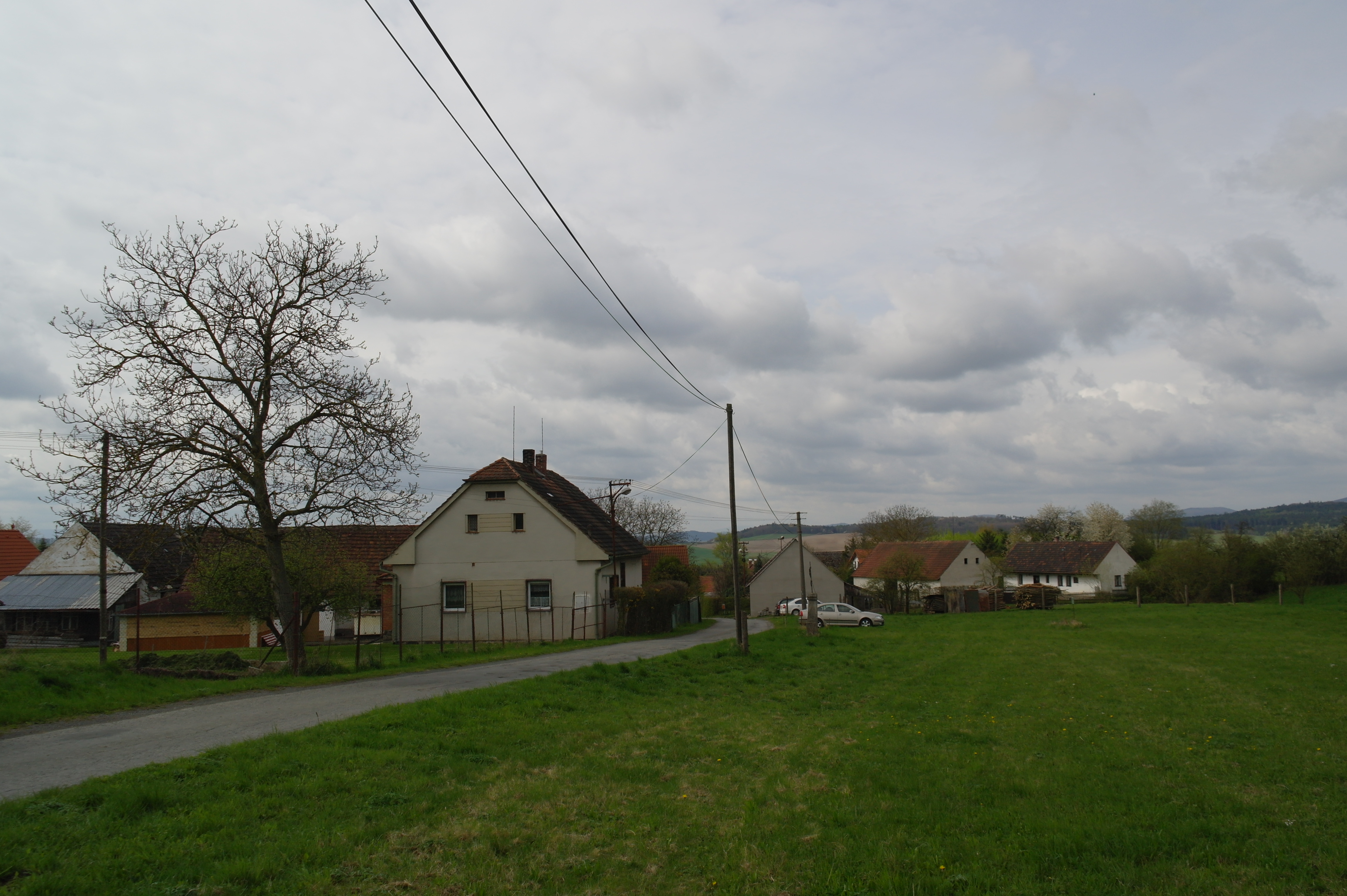
Příjezd k obci